# 新都民合唱団
新都民合唱団（しんとみんがっしょうだん、Shin-Tomin Choir）は、東京都台東区に本拠を置き、東京都内および近郊都市に在住、在勤、在学している団員から構成されるアマチュアの混声合唱団である。常任指揮者に阿部純を擁している。

## 沿革
- 1946年 - 東京都教育庁（当時）が「都民合唱教室」を開設。受講生によって構成された「都民合唱団」が発足し、これが現在の新都民合唱団の端緒となる。
- 1953年 - 都が所期の目的を達成したとして都民合唱教室を閉講。これにより都民合唱団は自主運営に移行。
- 1960年 - 東京都教育委員会が「東京都民合唱団」を設立。都民合唱団は同合唱団に吸収される。
- 1961年 - この年開館した東京文化会館を本拠として活動することとなる。
- 1970年 - 都および東京文化会館が東京都民合唱団の運営を終了。このときのメンバーが「都民コールシューレ」として独立（新都民合唱団の定期演奏会は、都民コールシューレの発表会を起源としている）。
- 1984年 - 「新都民合唱団」に改称。
- 1999年 - 行政改革の一環として都の支援から離れ、自主運営となる。